# Coenochilus leopoldi
Coenochilus leopoldi är en skalbaggsart som beskrevs av Thierry Bourgoin 1931. Coenochilus leopoldi ingår i släktet Coenochilus och familjen Cetoniidae. Inga underarter finns listade i Catalogue of Life.